# Airbus NSR
Airbus NSR (New Short Range - «Nuevo modelo de corto alcance») fue un proyecto de Airbus presentado durante los años 2000 que pretendía sustituir al Airbus A320. Estaba previsto que su diseño diese comienzo en el año 2014 y que entrara en servicio en 2018. En enero de 2010, John Leahy, el responsable comercial de Airbus, afirmó que la compañía no presentaría una aeronave de fuselaje estrecho con el fin de sustituir a la familia A320 antes de 2024/2025.
No obstante, en diciembre de 2010, Airbus acabó decantándose por una remotorización del modelo existente en vez de desarrollar un nuevo modelo, al presentar oficialmente el Airbus A320neo. Esta decisión se tomó en parte debido a que el desarrollo de una nueva aeronave requería de unos plazos de tiempo mucho más amplios frente a la de una remotorización.